# Hungarian International 2000
Die Hungarian International 2000 fanden vom 2. bis zum 5. November 2000 in Budapest statt. Es war die 25. Auflage dieser internationalen Meisterschaften im Badminton von Ungarn.

## Sieger und Platzierte
| Disziplin    | Gold                              | Silber                             | Bronze                                   |
| ------------ | --------------------------------- | ---------------------------------- | ---------------------------------------- |
| Herreneinzel | Przemysław Wacha                  | Arturo Ruiz López                  | Sanave Thomas                            |
| Herreneinzel | Przemysław Wacha                  | Arturo Ruiz López                  | Mateusz Walaszek                         |
| Dameneinzel  | Maja Pohar                        | Yoana Martínez                     | Dolores Marco                            |
| Dameneinzel  | Maja Pohar                        | Yoana Martínez                     | Csilla Fórián                            |
| Herrendoppel | Valiyaveetil Diju Sanave Thomas   | José Antonio Crespo Sergio Llopis  | Roel Bollen Kurt Nijs                    |
| Herrendoppel | Valiyaveetil Diju Sanave Thomas   | José Antonio Crespo Sergio Llopis  | Martin Herout Ondřej Lubas               |
| Damendoppel  | Mercedes Cuenca Yoana Martínez    | Verena Fastenbauer Karina Lengauer | Kvetoslava Orlovská Gabriela Zabavníková |
| Damendoppel  | Mercedes Cuenca Yoana Martínez    | Verena Fastenbauer Karina Lengauer | Sabine Franz Simone Prutsch              |
| Mixed        | José Antonio Crespo Dolores Marco | Sergio Llopis Mercedes Cuenca      | Andrej Pohar Maja Pohar                  |
| Mixed        | José Antonio Crespo Dolores Marco | Sergio Llopis Mercedes Cuenca      | Kurt Nijs Liesbeth Aerts                 |